# Syredifluorid
Syredifluorid är en fluorid.